# Liste der Nummer-eins-Hits in Australien (1967)
Diese Liste enthält alle Nummer-eins-Hits in Australien im Jahr 1967. Es gab in diesem Jahr 16 Nummer-eins-Singles und drei Nummer-eins-Alben.
| Singles | Alben |
| --- | --- |
| - The Easybeats – Friday on My Mind - 2 Wochen (24. Dezember 1966 – 6. Januar 1967) - Normie Rowe – Ooh La La / Ain't Nobody Home - 2 Wochen (7. Januar – 20. Januar, insgesamt 3 Wochen; → 1966) - Tom Jones – Green Green Grass of Home - 3 Wochen (21. Januar – 10. Februar) - The Monkees – I'm a Believer / (I'm Not Your) Steppin' Stone - 1 Woche (11. Februar – 17. Februar) - The Royal Guardsmen – Snoopy Vs. the Red Baron - 5 Wochen (18. Februar – 24. März) - The Seekers – Georgy Girl - 1 Woche (25. März – 31. März) - The Beatles – Penny Lane / Strawberry Fields Forever - 5 Wochen (1. April – 5. Mai) - Frank & Nancy Sinatra – Somethin’ Stupid - 3 Wochen (6. Mai – 26. Mai) - Petula Clark – This Is My Song - 6 Wochen (27. Mai – 7. Juli) - Procol Harum – A Whiter Shade of Pale - 3 Wochen (8. Juli – 28. Juli) - The Beatles – All You Need Is Love - 5 Wochen (29. Juli – 1. September) - The Fifth Dimension – Up, Up and Away - 2 Wochen (2. September – 15. September) - Petula Clark – Don't Sleep in the Subway - 2 Wochen (16. September – 29. September) - Vikki Carr – It Must Be Him - 3 Wochen (30. September – 20. Oktober) - Engelbert Humperdinck – The Last Waltz - 9 Wochen (21. Oktober – 22. Dezember) - The Royal Guardsmen – Snoopy's Christmas - 2 Wochen (23. Dezember 1967 – 5. Januar 1968) | - The Sound of Music (Soundtrack) - 24 Wochen (22. Oktober 1966 – 7. April 1967, insgesamt 76 Wochen; → 1965 und 1966) - Herb Alpert & the Tijuana Brass – Going Places - 17 Wochen (8. April – 4. August) - The Beatles – Sgt. Pepper’s Lonely Hearts Club Band - 30 Wochen (5. August 1967 – 1. März 1968) |

## Jahreshitparaden
| Singles | Alben |
| --- | --- |
| 1. Engelbert Humperdinck – The Last Waltz 2. Petula Clark – This Is My Song 3. The Royal Guardsmen – Snoopy Vs. the Red Baron 4. Tom Jones – Green Green Grass of Home 5. The Beatles – Penny Lane / Strawberry Fields Forever 6. Frank & Nancy Sinatra – Somethin’ Stupid 7. The Seekers – Georgy Girl 8. The Beatles – All You Need Is Love 9. Procol Harum – A Whiter Shade of Pale 10. The Monkees – I'm a Believer / (I'm Not Your) Steppin' Stone | 1. The Beatles – Sgt. Pepper’s Lonely Hearts Club Band 2. Herb Alpert and the Tijuana Brass – Going Places 3. The Sound of Music (Soundtrack) 4. The Monkees – The Monkees 5. The Animals – The Most of the Animals 6. Fiddler on the Roof (Musicalsoundtrack) – Original Broadway Cast 7. Thoroughly Modern Millie (Soundtrack) 8. Herb Alpert and the Tijuana Brass – S.R.O. 9. James Last Band – Trumpet a GoGo 10. Jimi Hendrix Experience – Are You Experienced 11. Johnny Young – Young Johnny 12. The Seekers – Come the Day 13. The Monkees – More of the Monkees 14. Doctor Zhivago (Soundtrack) 15. Sandy Scott – Great Scott It's Sandy 16. The Seekers – The Seekers Big Hits 17. Tom Jones – The Green Green Grass of Home 18. Rolling Stones – Big Hits (High Tide and Green Grass) 19. Herb Alpert and the Tijuana Brass – Whipped Cream and Other Delights 20. The Easybeats – The Best of the Easybeats + Pretty Girl 21. Rolling Stones – Between the Buttons 22. Peter, Paul and Mary – The Best of Peter, Paul and Mary 23. The Shadows – Jigsaw 24. Various Artists – 26 Groovy Greats 25. Normie Rowe – Hit Happenings |